# Ven Aquí (gira)
Ven Aquí fue una gira de la banda chilena Los Bunkers durante 2023 y 2024, por Latinoamérica y España, celebrando su regreso a la actividad musical, y a la vez para promocionar su octavo álbum de estudio Noviembre (2023).
La gira empezó el 11 de marzo de 2023 en la Estadio Santa Laura USEK, y aunque tuvo muchos hitos como la segunda banda chilena (después de Los Prisioneros) en realizar dos fechas en un Estadio Nacional, también estuvo marcada por la baja del baterista Mauricio Basualto por problemas de salud, siendo reemplazado por la baterista Cancamusa desde febrero de 2024.

## Músicos invitados
- Cancamusa (2024, reemplazó de Mauricio Basualto)
- 31 Minutos (Estadio Nacional)
- Pedropiedra (Estadio Nacional y Palacio de los Deportes)
- Emmanuel del Real (Palacio de los Deportes)

## Shows

### 2023
| Día                      | Ciudad             | País          | Lugar                                | Asistencia    |
| Latinoamérica            | Latinoamérica      | Latinoamérica | Latinoamérica                        | Latinoamérica |
| ------------------------ | ------------------ | ------------- | ------------------------------------ | ------------- |
| 11 de marzo de 2023      | Santiago           | Chile         | Estadio Santa Laura USEK             | 34.000        |
| 12 de marzo de 2023      | Santiago           | Chile         | Estadio Santa Laura USEK             | 34.000        |
| 19 de marzo de 2023      | Ciudad de México   | México        | Foro Sol                             |               |
| 25 de marzo de 2023      | Concepción         | Chile         | Estadio Ester Roa Rebolledo          | 42.000        |
| 26 de marzo de 2023      | Viña del Mar       | Chile         | Quinta Vergara                       | 15.000        |
| 31 de marzo de 2023      | Ciudad Juárez      | México        | Las Anitas                           |               |
| 2 de abril de 2023       | Monterrey          | México        | Parque Fundidora                     |               |
| 4 de mayo de 2023        | Guadalajara        | México        | Teatro Diana                         |               |
| 5 de mayo de 2023        | Guadalajara        | México        | Teatro Diana                         |               |
| 7 de mayo de 2023        | León               | México        | Foro del Lago                        |               |
| 11 de mayo de 2023       | Toluca             | México        | Teatro Morelos                       |               |
| 12 de mayo de 2023       | Puebla             | México        | Auditorio Explanada                  |               |
| 19 de mayo de 2023       | Querétaro          | México        | Teatro Metropolitano                 |               |
| 20 de mayo de 2023       | Querétaro          | México        | Teatro Metropolitano                 |               |
| 2 de junio de 2023       | San Luis Potosí    | México        | Cineteca Alameda                     |               |
| 3 de junio de 2023       | Morelia            | México        | Salón Arena                          |               |
| 7 de junio de 2023       | Ciudad de México   | México        | Auditorio Nacional                   |               |
| 8 de junio de 2023       | Ciudad de México   | México        | Auditorio Nacional                   |               |
| 21 de junio de 2023      | Oaxaca             | México        | Auditorio Guelaguetza                |               |
| 1 de agosto de 2023      | Tulancingo         | México        | Teatro del Pueblo                    |               |
| 4 de agosto de 2023      | Naucalpan          | México        | Foro Felipe Villanueva               |               |
| 5 de agosto de 2023      | Nezahualcóyotl     | México        | Centro Pluricultural Emiliano Zapata |               |
| Europa                   |                    |               |                                      |               |
| 6 de septiembre de 2023  | Barcelona          | España        | La [2] de Apolo                      |               |
| 7 de septiembre de 2023  | Almàssera          | España        | Rock City                            |               |
| 8 de septiembre de 2023  | Madrid             | España        | Copérnico                            |               |
| 9 de septiembre de 2023  | Zaragoza           | España        | Explanada del Recinto Expo           |               |
| Latinoamérica            |                    |               |                                      |               |
| 23 de septiembre de 2023 | Bogotá             | Colombia      | Parque Simón Bolívar                 |               |
| 7 de octubre de 2023     | Tijuana            | México        | Plaza Monumental de Tijuana          |               |
| 13 de octubre de 2023    | Nuevo Cuscatlán    | El Salvador   | Salamanca Eventos y Experiencias     |               |
| 26 de octubre de 2023    | Lima               | Perú          | Centro de Convenciones Barranco      |               |
| 3 de noviembre de 2023   | Monterrey          | México        | Auditorio Pabellón M                 |               |
| 4 de noviembre de 2023   | Cuautitlán Izcalli | México        | Estacionamiento del Chango           |               |
| 11 de noviembre de 2023  | San Andrés Cholula | México        | Foro Cholula                         |               |
| 18 de noviembre de 2023  | Hermosillo         | México        | Parque La Ruina                      |               |
| 25 de noviembre de 2023  | Mérida             | México        | Centro de Convenciones Siglo XXI     |               |
| 2 de diciembre de 2023   | Pachuca            | México        | Auditorio Explanada                  |               |
| 13 de diciembre de 2023  | Texcoco            | México        | Deportivo Silverio Pérez             |               |

### 2024
| Día                     | Ciudad             | País          | Lugar                           | Asistencia |
| Latinoamérica           | Latinoamérica      | Latinoamérica | Latinoamérica                   |            |
| ----------------------- | ------------------ | ------------- | ------------------------------- | ---------- |
| 12 de enero de 2024     | Talagante          | Chile         | Avenida Esmeralda               | 10.000     |
| 14 de enero de 2024     | Talca              | Chile         | Estadio Fiscal                  |            |
| 17 de enero de 2024     | Puerto Montt       | Chile         | Arena Puerto Montt              |            |
| 24 de enero de 2024     | Temuco             | Chile         | Gimnasio Olímpico UFRO          |            |
| 27 de enero de 2024     | Puerto Aysén       | Chile         | Parque Municipal                |            |
| 30 de enero de 2024     | Arica              | Chile         | Playa El Chinchorro             | 45.000     |
| 10 de febrero de 2024   | Coquimbo           | Chile         | Espacio Peñuelas                |            |
| 14 de febrero de 2024   | Antofagasta        | Chile         | Estadio Sokol                   |            |
| 16 de febrero de 2024   | Chillán            | Chile         | Plaza de Armas                  | 20.000     |
| 17 de febrero de 2024   | Constitución       | Chile         | Segunda Playa                   |            |
| 23 de febrero de 2024   | Punta Arenas       | Chile         | Confederación Deportiva         |            |
| 29 de febrero de 2024   | Viña del Mar       | Chile         | Quinta Vergara                  | 15.000     |
| 22 de marzo de 2024     | Calama             | Chile         | Ex Finca San Juan               |            |
| 23 de marzo de 2024     | Concepción         | Chile         | Parque Bicentenario             | 150.000    |
| 5 de abril de 2024      | Iquique            | Chile         | Casa del Deportista             |            |
| 6 de abril de 2024      | Iquique            | Chile         | Casa del Deportista             |            |
| 27 de abril de 2024     | Santiago           | Chile         | Estadio Nacional                | 50.000     |
| 28 de abril de 2024     | Santiago           | Chile         | Estadio Nacional                | 50.000     |
| 15 de junio de 2024     | Toluca             | México        | Teatro Morelos                  |            |
| 21 de junio de 2024     | Querétaro          | México        | Teatro Metropolitano            |            |
| 28 de junio de 2024     | Puebla de Zaragoza | México        | Complejo Cultural Universitario |            |
| 6 de julio de 2024      | Monterrey          | México        | Parque Fundidora                |            |
| 13 de julio de 2024     | Ciudad de México   | México        | Palacio de los Deportes         |            |
| 17 de noviembre de 2024 | Viña del Mar       | Chile         | Quinta Vergara                  | 10.000     |
| 28 de noviembre de 2024 | Isla de Pascua     | Chile         | Hanga Vare Vare                 |            |